# Фрідубальд
Фрідубальд або Фредебал (*Fridubalth д/н — після 416) — король вандалів-силінгів в Бетики (Іспанія) у 409—416 роках.

## Життєпис
Продату народження відсутні відомості. Походив з роду Силінгів. Близько 398 або 400 року очолив вандалів. В цей же час під тиском гуннів вимушений був відступити до Рейну. Декілька разів робив спроби перейти кордон Римської імперії, щоб стати зі своїми вандалами федератом.
Лише у 406 році в союзі з Гундеріком, королем вандалів-асдінгів, Респендіалом і Гоаром, королями аланів, Ґундагаром, королем бургундів, Гермеріком, королем квадів-свевів, вандали-силінги перетнули Рейн. Римські війська не мали змоги протидіяти, оскільки були відкликані до Італії для боротьби з повстання Радагайса та загрози з боку вестготів на чолі з Аларіхом.
У 406—409 роках вандали на чолі із Фрідубальдом перебували в Галлії. Втім достеменно невідомо де саме: за різними версіями: в Аквітанії або в області Луари. Під тиском інших варварських племен, вандали-силінги рушили на південь й у 409 році перетнувши Піренеї, прийшли до провінції Бетіка. Тут імператор Гонорій надає силінгам статус федератів. 
В Іспанії Фрідубальд укладає союз з аланами, які контролювали Лузітанію. Він намагався утворити самостійну державу. Відчуваючи небезпеку союзу Фрідубальда та аланів, у 414 імператорський уряд наказав іншим федератам — вестготам — атакувати вандалів та аланів. Втім Фрідубальд вдалося відбити напад.
У 416 році співімператор Констанцій III доручив Валлії, королів вестготів знову напади на вандалів-силінгів та їх союзників. Ще на початку війни Фрідубальда було підступом захоплено у полон, після чого відправлено до Равенни, двору імператора Гонорія. Подальша його доля невідома. Вандали-силінги у 417 році були знищені, а у 418 році завдано нищівної поразки аланам.